# Церковь Флора и Лавра (Великий Новгород)
Церковь Флора и Лавра (Фроловская градская церковь) — утраченный православный храм в Великом Новгороде, располагавшийся на улице Людогоща. Был построен в 1674—1695 годах на фундаменте церкви 1379 года, в 1830 году пристроена колокольня. Разрушен немцами в 1942 году.

## История
Точная дата основания церкви неизвестна. Впервые как уже существующая она упоминается в летописях под 1348 годом в связи с пожаром в храме. В 1379 году была заложена каменная церковь во имя святых Фрола и Лавра. По Семисоборной росписи, с приделом целителей Кира и Иоанна входила в округ церкви Архангела Михаила на Прусской улице.
Во время шведской оккупации церковь подверглась значительным разрушениям и была восстановлена в 1674—1695 годах при митрополите Корнилии. Согласно сведениям архимандрита Макария, в 1830 году церковь Фрола и Лавра была возобновлена, и с западной стороны к ней пристроены паперть и колокольня в стиле классицизма.
Согласно «Спискам населённых мест и сведениям о селениях Новгородской губернии» за 1884 год, к приходу градской Фроловской церкви относились деревни Коромыслово, Рязанка, усадьба Марусино, а также мыза Устье (мыза Новгородского архиерейского дома) и часть Троицкой слободы в самом Новгороде.
Василий Ласковский в книге «Путеводитель по Новгороду» кратко перечисляет особо чтимые храмовые иконы, в том числе:
1. храмовую, с изображением святых Флора и Лавра на конях;
2. древнюю икону Симеона Столпника и
3. икону Знамения Божией Матери, под которой написано «Чудо победы над суздальцами в 1169 году под стенами Новгорода», при этом вид Новгорода здесь несколько иной, чем под подлинной иконой Знамения, находящейся в Знаменском соборе.

Упоминаются также хранящиеся в храме под спудом нетленные мощи святой девицы Гликерии Новгородской.
В церкви находился особо чтимый прихожанами деревянный резной поклонный крест, изготовленный в 1359 году и получивший название Людогощенского. Сейчас он находится в собрании Новгородского музей-заповедника.
В книге «Материалы для оценки земельных угодий Новгородской губернии. Новгородский уезд» (Новгород, 1895 год) в таблице «Земельный инвентарь» на странице 288 есть запись: «Писцовая церковная земля церкви Св. Симона Столпника. Номер генерального межевания: 1011 принадлежит причту Фроловской городской церкви. Земля — суходольный покос, всего по сведениям 1893 года 5,1 десятины, всего с неудобной 6,3». На странице 294 есть запись: «Пустошь Савостинова (Ярнона и Сохнова). Номер генерального межевания: 1062, принадлежит причту Фроловской городской церкви. Земли по сведениям 1893 года: пашня 2,5, покос суходольный 5,5, леса и прочих угодий 10,0, итого удобной 64,7, всего с неудобной 70,5 десятины».
Церковь Фрола и Лавра существовала до Великой Отечественной войны. Согласно планам XVIII — начала XX века, она располагалась на юго-восточном углу Людогощи и Предтеченской улиц. Была разобрана оккупантами.
Обобщённый акт о разрушениях исторических памятников города Новгорода немецкими захватчиками в период оккупации за 4 марта 1945 года из фонда Государственного архива Новгородской области № 1793 «Новгородская областная комиссия по учёту ущерба и расследованию злодеяний немецко-фашистских захватчиков» содержит следующую запись: «… большое число памятников, в том числе и вовсе не пострадавшие от бомбардировок и артобстрелов, подвергались химическому разрушению оккупантами и с целью получения строительного материала для сооружения дзотов и дорог. Так, например, церковь Фрола и Лавра 1379 г. взорвана, а камень использован на строительство дорог».
На месте храма был разбит сквер, раскопки не производились.